# Lämmetorp
Lämmetorp is een plaats in de gemeente Finspång in het landschap Östergötland en de provincie Östergötlands län in Zweden. De plaats heeft 65 inwoners (2005) en een oppervlakte van 15 hectare.